# Modelé (art)
Pour l’article homonyme, voir Le modelé en géologie).
Dans les arts plastiques, le modelé désigne un procédé d'imitation des volumes, transcrits au moyen de hachures ou de dégradés par les moyens du dessin ou de la peinture sur un support plan. Les procédés sont plus nombreux que ceux qui ne prennent en compte que le rapport avec l'ombre et la lumière, par le clair-obscur. Dans la description de la sculpture, le modelé, par exemple d'un visage, indique l'aspect du rendu des volumes et des surfaces[réf. souhaitée]. 
Pour Louis Gillet « Tout le langage du sculpteur tient dans le modelé, c'est-à-dire dans l'art d'utiliser la profondeur, de varier, d'enchaîner, d'équilibrer ses plans, d'organiser ses masses d'ombres et ses masses éclairées ». 
Exemples de modelé :

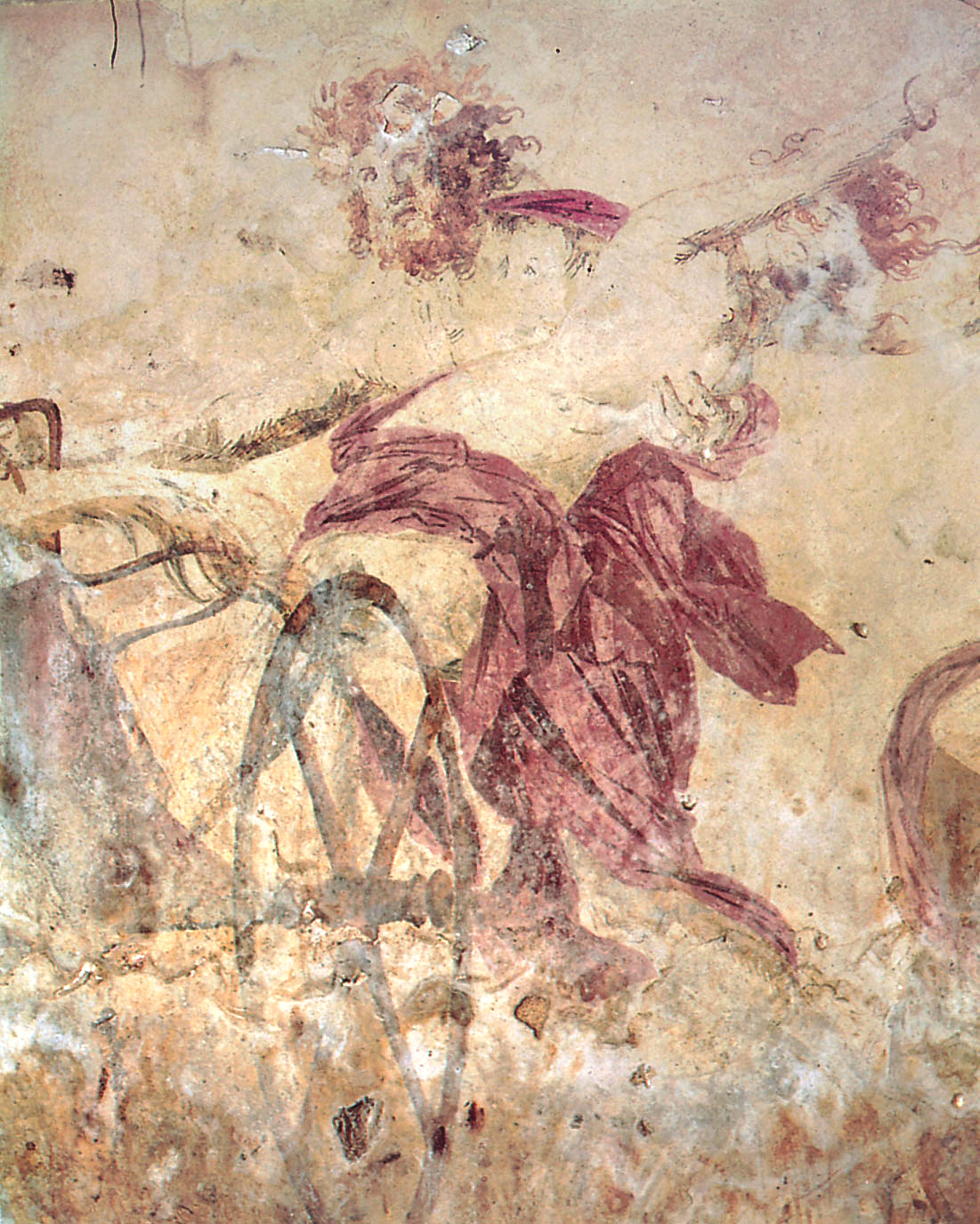
Rapt de Perséphone. Modelé des corps : hachures peintes, des drapés: aplats en deux valeurs et traits. Grèce antique, hellénistique IVe siècle av. J.-C. Peinture murale, tombe royale de Vergina, Macédoine.
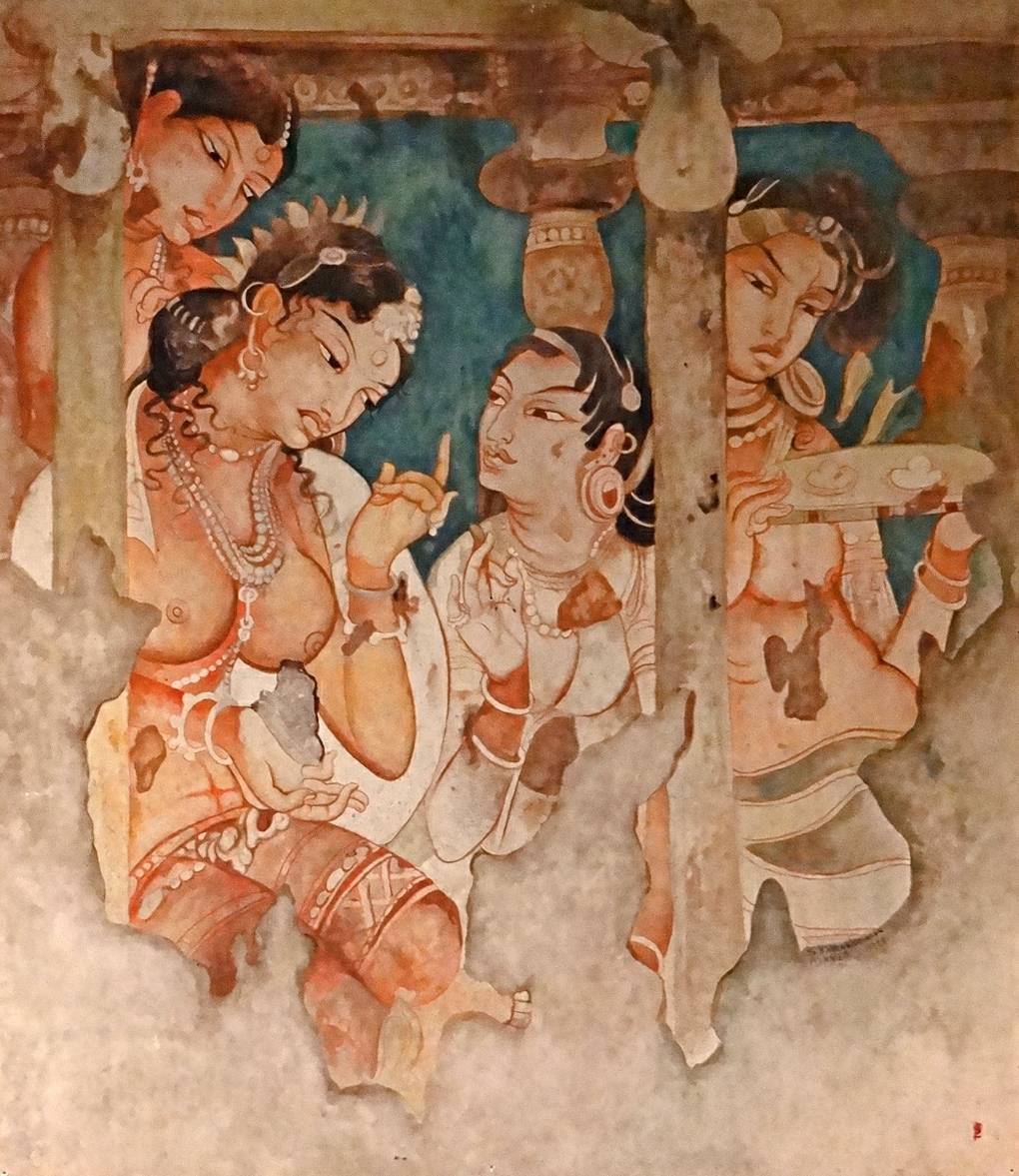
Modelé à lumière non dirigée. Copie d'une peinture de la grotte n°1 d'Ajantâ. La femme de Nanda troublée par son comportement. Début du VIe siècle.
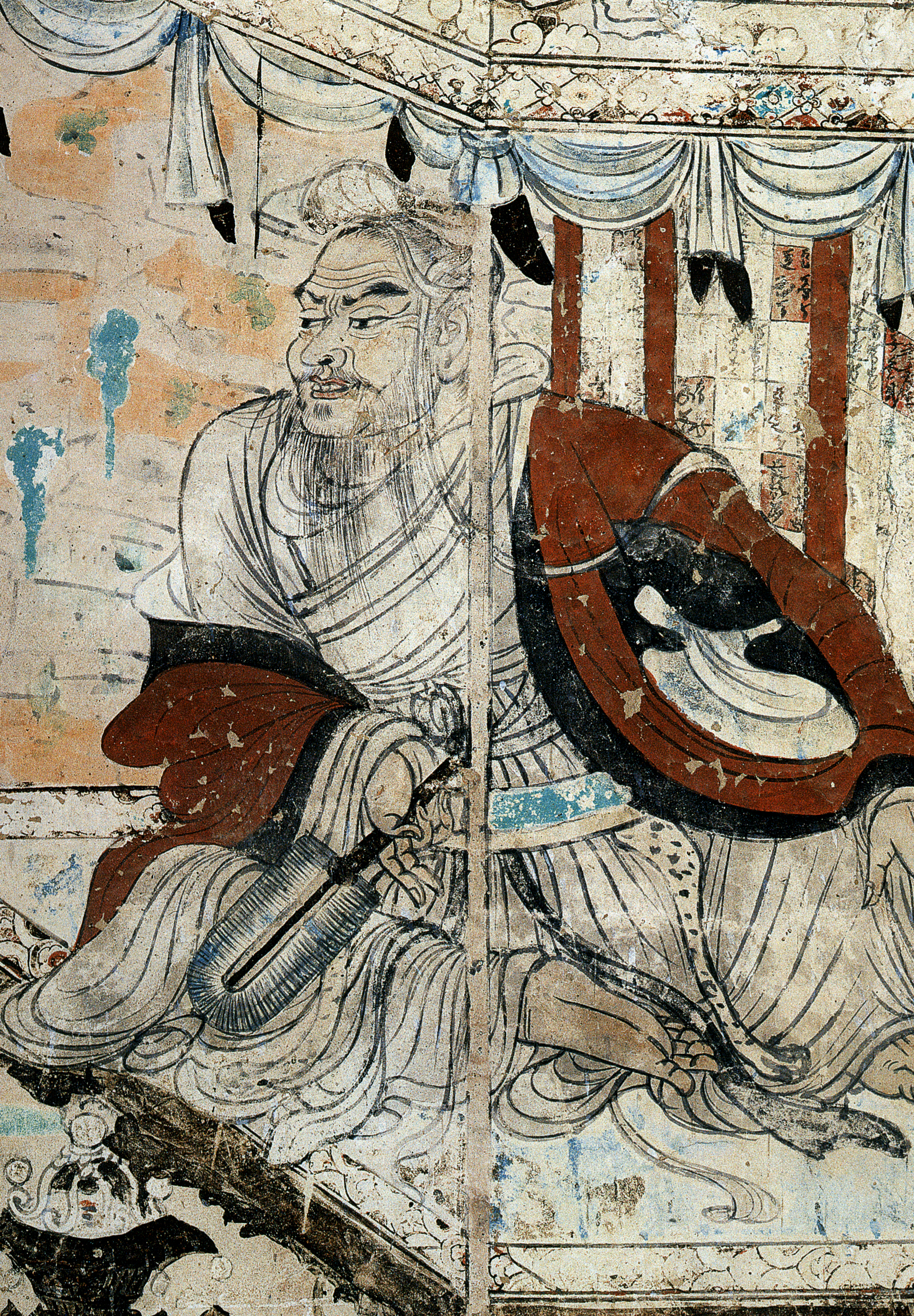
Modelé par le drapé, et nuances de couleurs. Détail d'une peinture murale de la grotte 103 de Mogao (Dunhuang), représentant un débat entre Vimalakirti et le bodhisattva Manjushri.
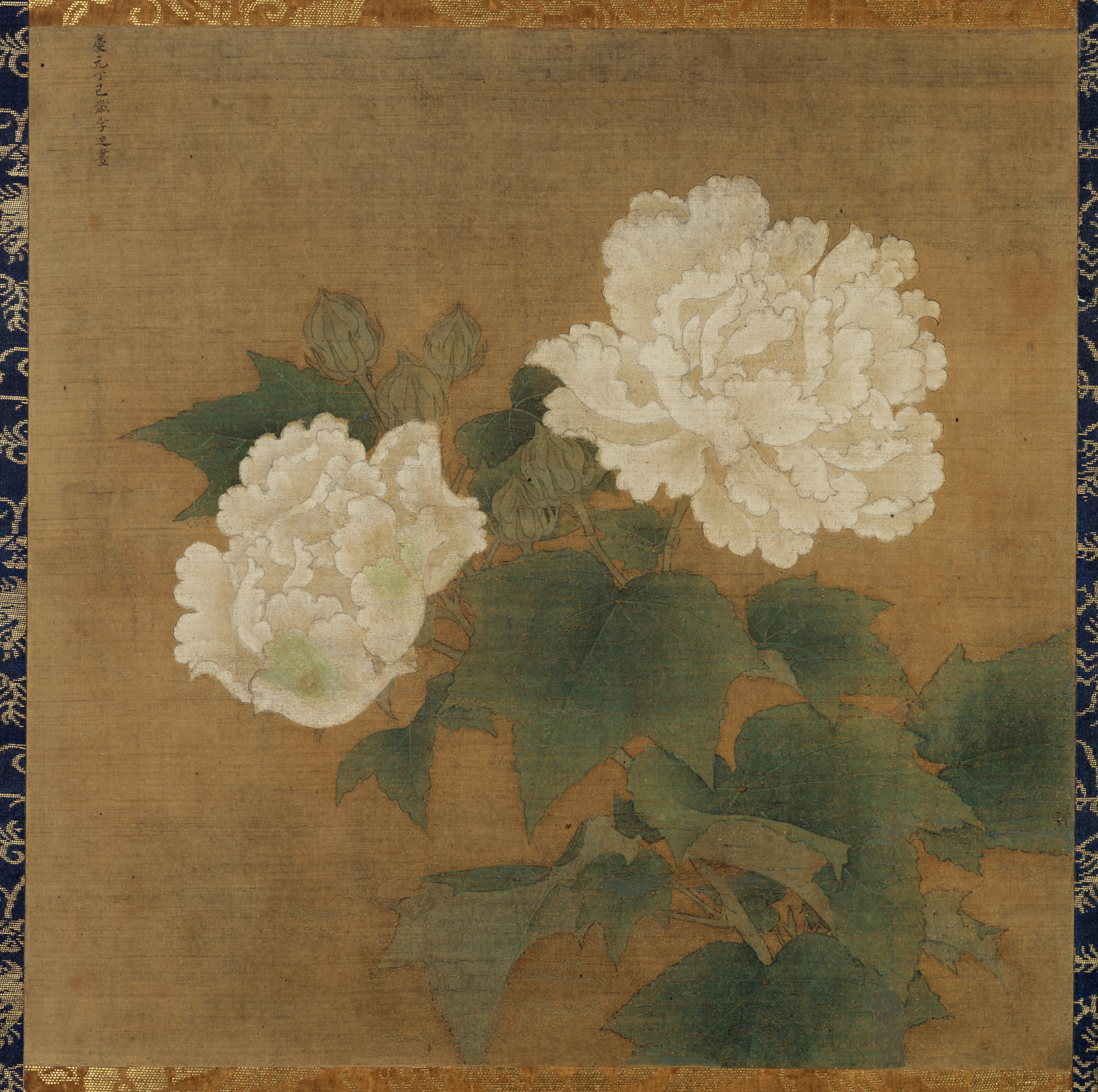
Modelé à lumière non dirigée. Fleurs d'hibiscus blanches, Li Di, 1197, Song du Sud, encre et couleurs sur soie, 25,2 × 25,5 cm. Tokyo, National Museum.
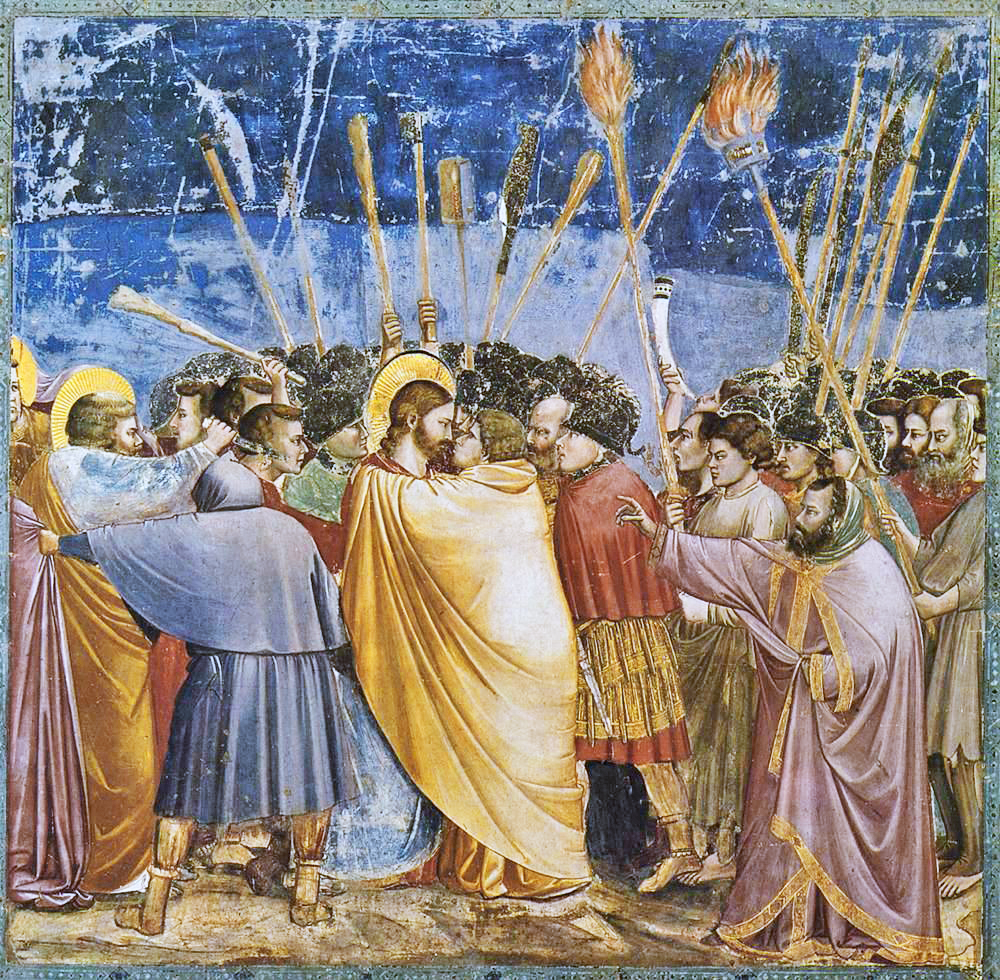
Modelé sans clair-obscur, selon la méthode de Cennino Cennini. Giotto, v. 1304. Église de l'Arena de Padoue.
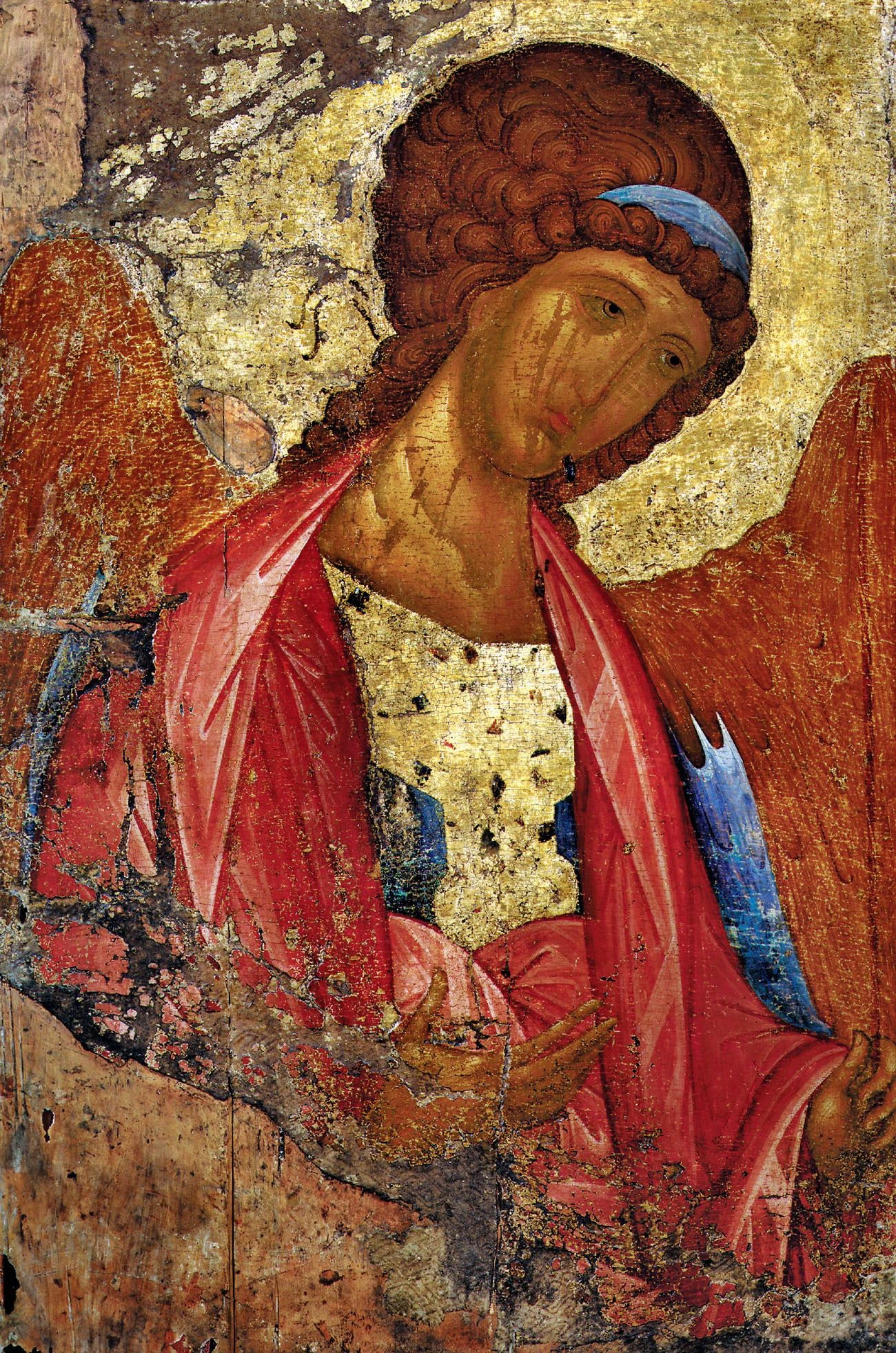
L'Archange Mikhaïl de la Déisis de Zvenigorod. Andreï Roublev. 1408.
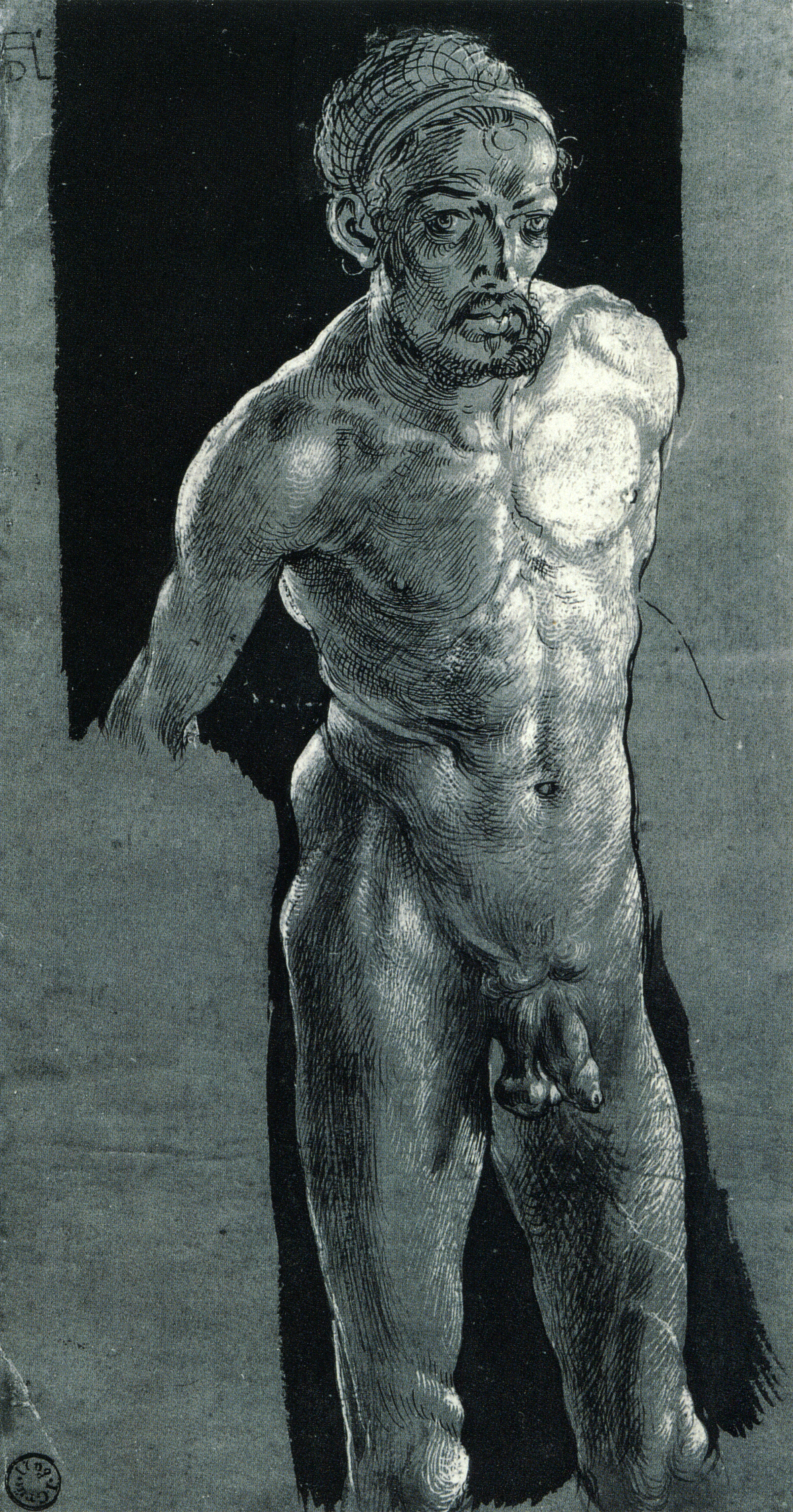
Autoportrait nu. Albrecht Dürer, vers 1503-5. Crayon et pinceau, encre noire, rehauts de blanc, papier vert préparé, H 29 cm. Modelé à lumière orientée.
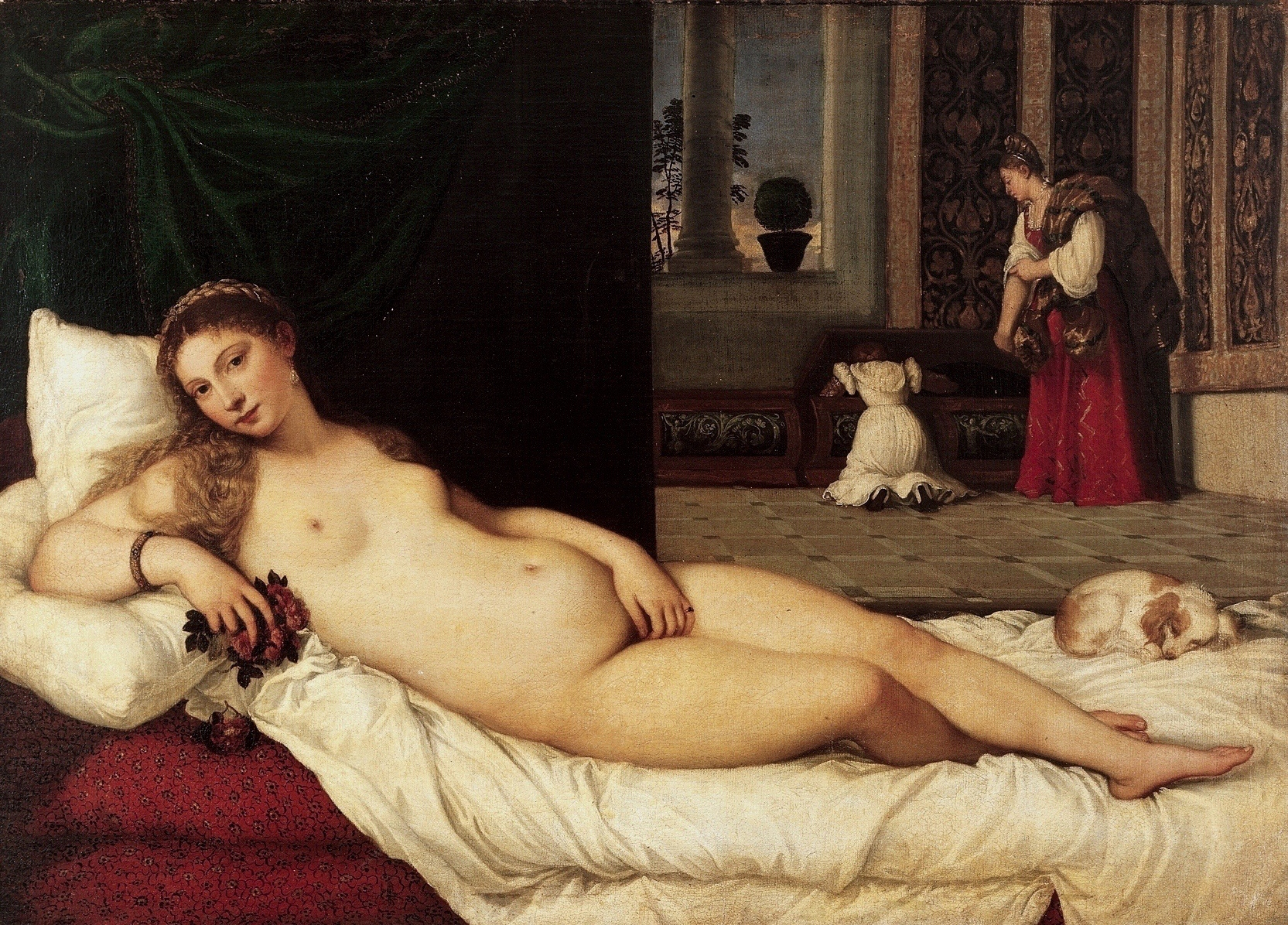
La Vénus d'Urbin. Titien, av. 1538. Huile sur toile. Galerie des Offices, Florence
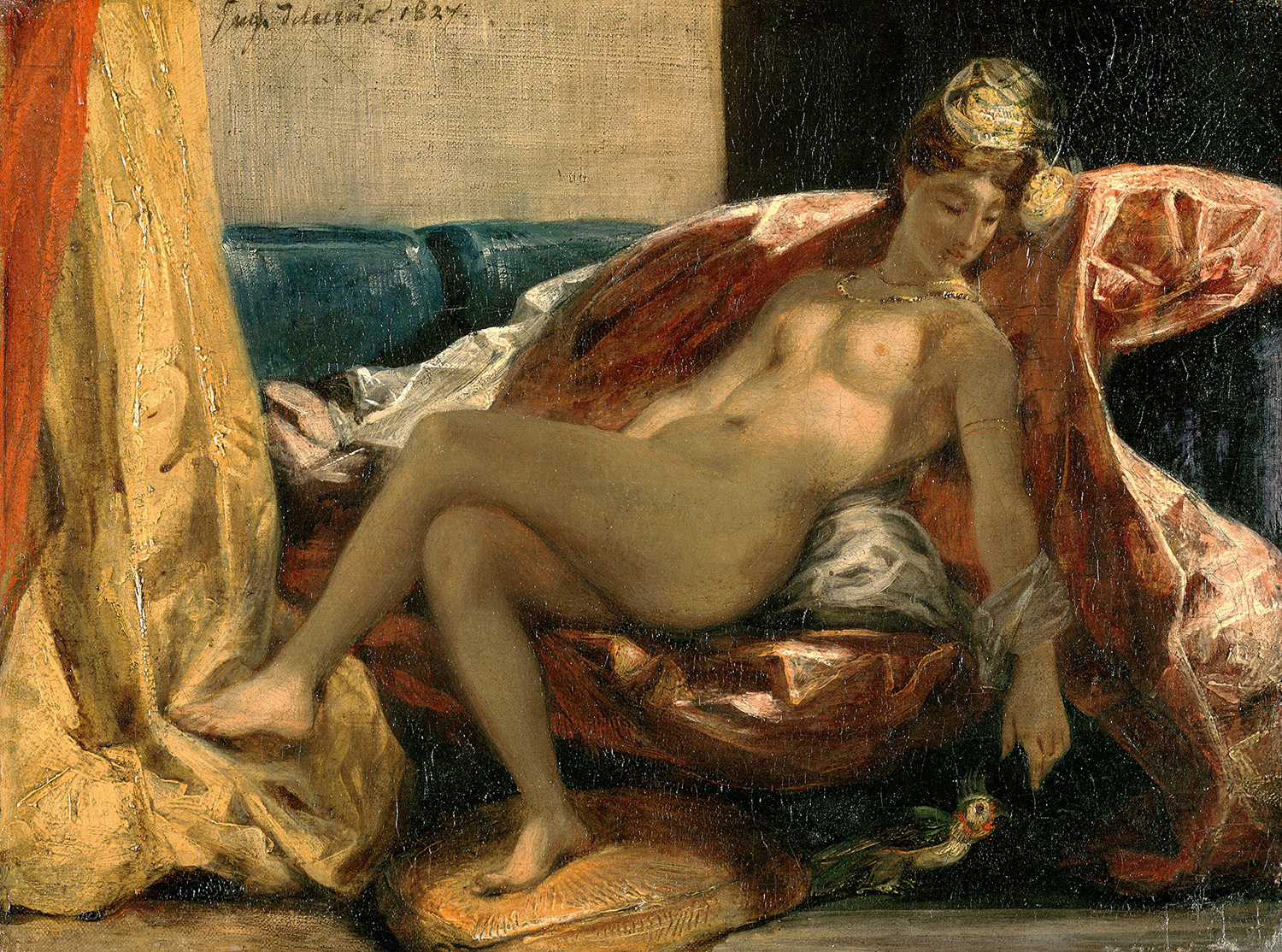
La Femme au perroquet. Eugène Delacroix, 1827. Huile sur toile, 24,5 × 32,5 cm. Musée des Beaux-Arts de Lyon.
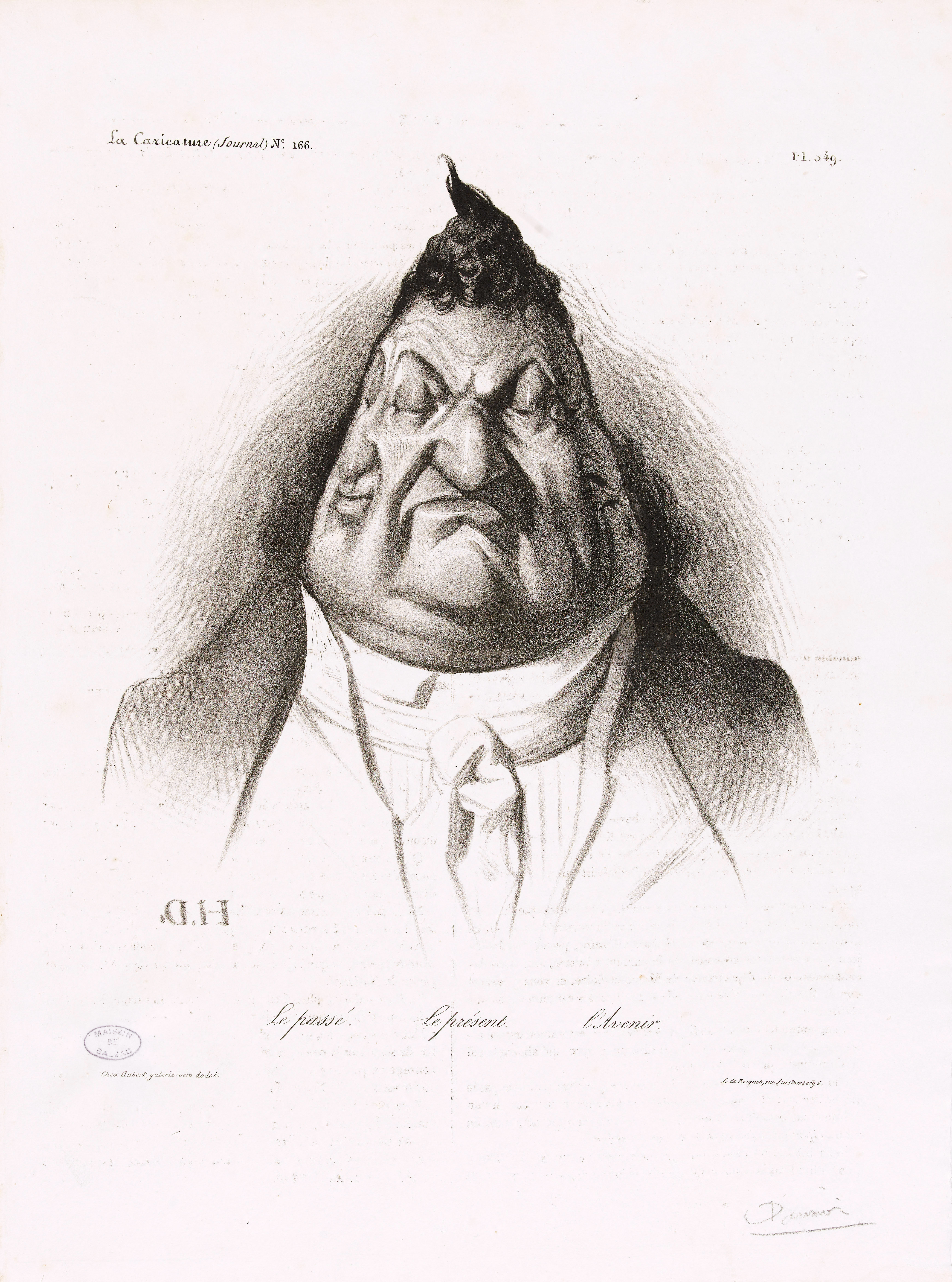
Passé, présent, avenir. Honoré Daumier, lithographie publiée le 9 janvier 1834 dans « La Caricature ».
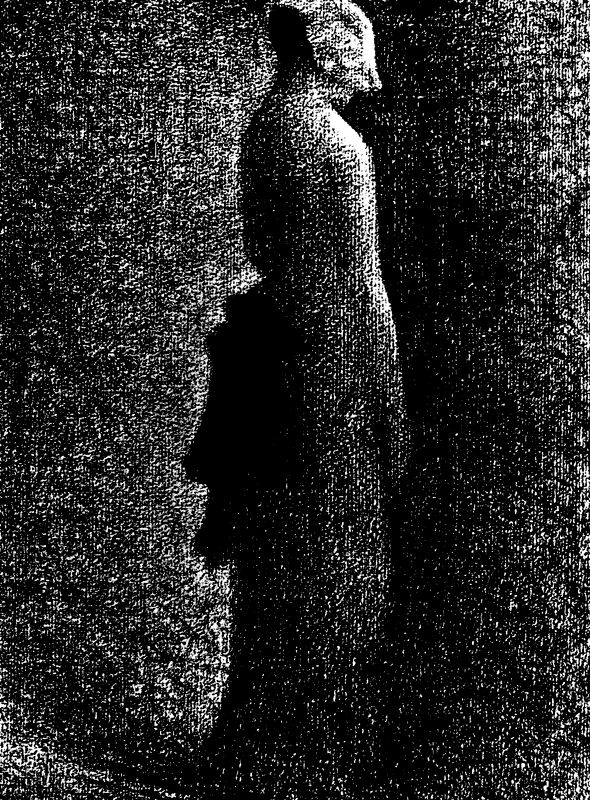
Le Nœud noir. Georges Seurat 1882. Pierre noire sur carton. 31,8 × 25 cm. Musée d'Orsay, Paris.
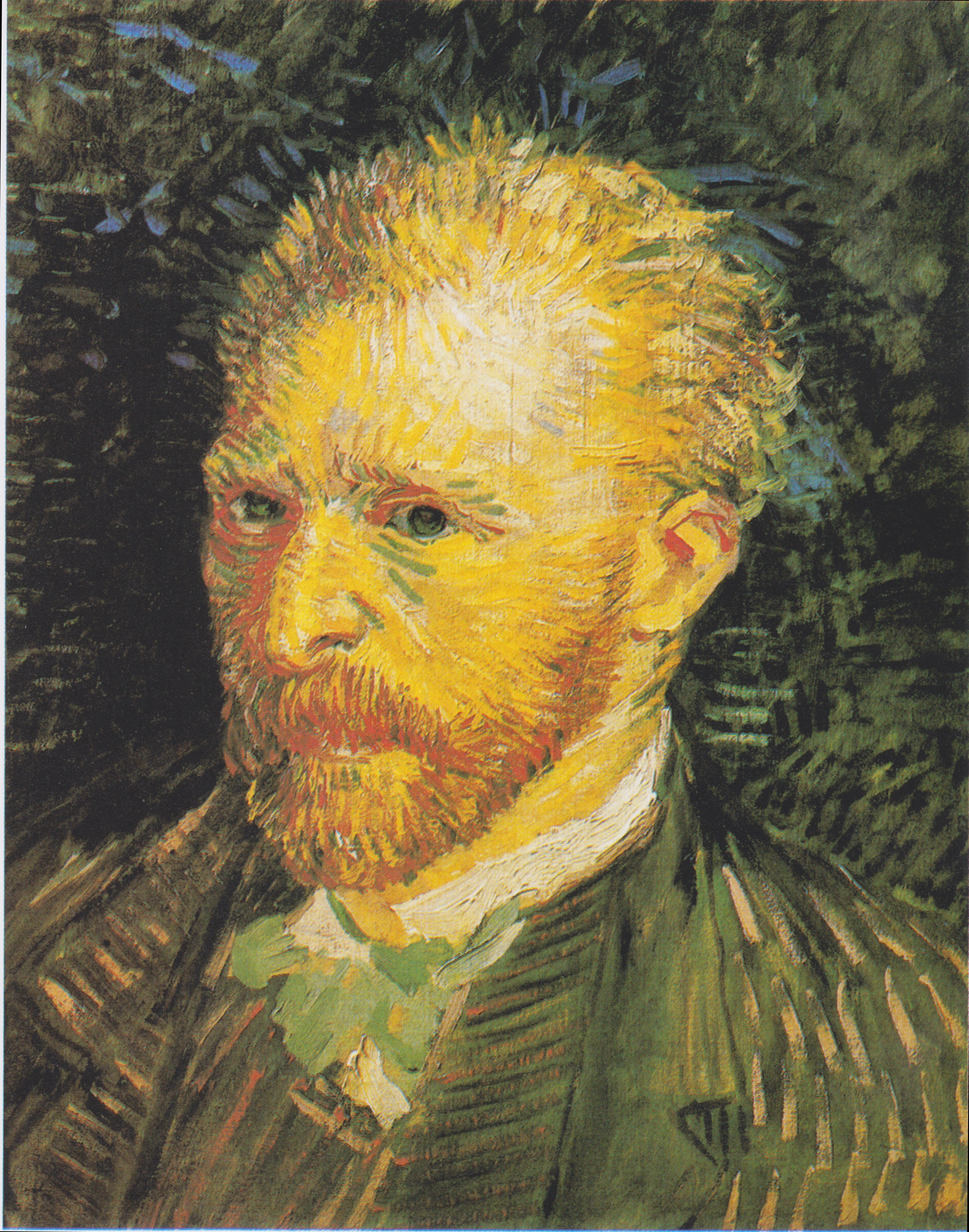
Modelé par des hachures de couleur. Autoportrait de Vincent van Gogh à l'automne 1887. Huile sur toile, 47 × 35 cm. Musée d'Orsay, Paris.